# Дага (кинжал)

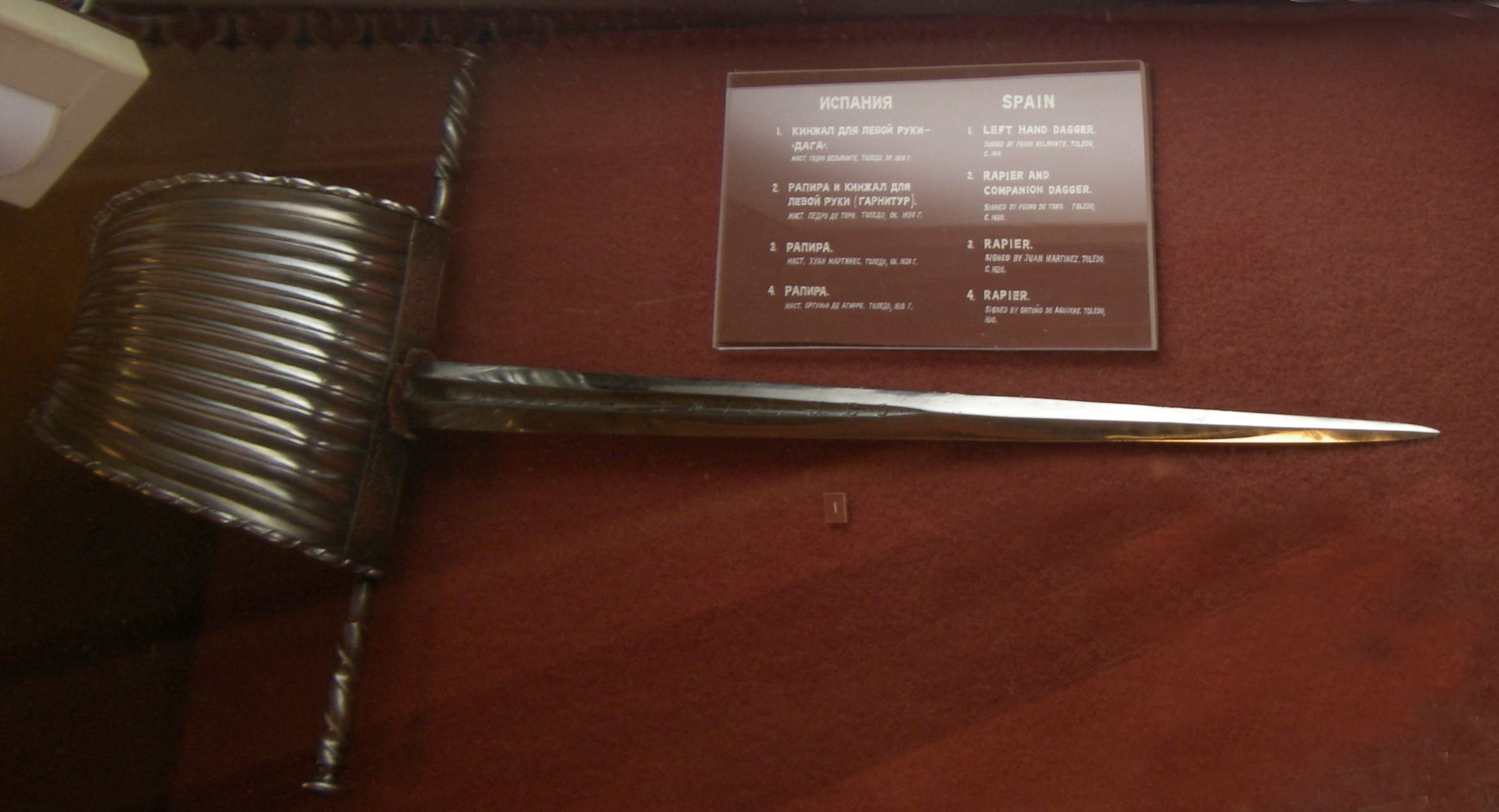
Кинжал для левой руки «Дага», маст. Педро Вельмонте, Толедо, ок. 1610 г. Эрмитаж, Санкт-Петербург

Да́га (исп. daga «палаш, кинжал») — кинжал для левой руки при фехтовании шпагой, получивший широкое распространение в Европе в XV—XVII веках. Во Франции назывались мен-гош (фр. main-gauche — левая рука), так же назывался стиль сражения с оружием в обеих руках.

## История и описание

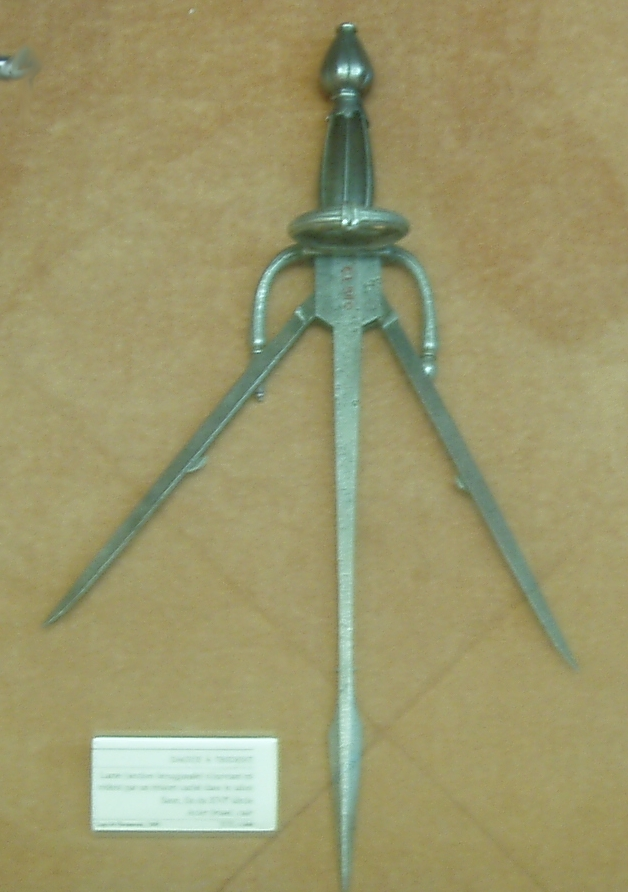
Трезубчатая дага (мэн-гош) в раскрытом виде, XVI век, замок Экуан (Национальный музей Ренессанса).

До 1400 года даги были в большей степени оружием простолюдинов. Но уже в XV веке они становятся оружием рыцарей, в частности, использовались в Битве при Азенкуре в 1415 году.
В XV и первой половине XVI века законодателями моды в фехтовании считались испанцы. Клинки толедских мастеров и широкое распространение дуэлей привело к появлению стиля Эспада и дага (исп. espada y daga), когда шпага в правой руке использовалась для атаки, а дага в левой руке для отражения ударов противника. В связи с этим наиважнейшей частью даги является гарда, на которую приходятся основные удары клинка противника. Кроме оружия ближнего боя дага использовалась как кинжал для удара милосердия — последнего удара, наносимого смертельно раненому, но еще живому противнику.
Дага имеет вид короткой, не превышающей в длину 50-60 см, колюще-режущей шпаги с узким клинком и усиленной гардой. Клинок имеет плоскую, шириной от полутора до двух с половиной сантиметров, или четырёхгранную, с шириной грани, равной 1 см, форму. Эфес даги имеет широкую гарду. Гарды могут быть в виде чаши или в виде дужек. Даги могли иметь различные ловчие устройства, например, между рукоятью и клинком вставлялась пластина с изогнутыми к острию концами. Она предназначалась для перехвата конца шпаги противника либо могла быть ловушкой для вражеского клинка.

## Боевое применение
При ношении дагу без ножен держали за поясом с правой стороны, чтобы облегчить её выхватывание левой рукой.
В поединке дагу, как и шпагу, выставляли остриём вперёд, нацеливая его на уровень шеи противника. Во время поединка на дагу ловили удары и выпады клинка шпаги противника, а шпагой в правой руке проводили ответные удары. Отличительной особенностью фехтования с использованием даги является наличие большого количества вариантов двойных действий — комбинаций двойных защит и ударов. Кроме оборонительных целей дага использовалась как наступательное оружие на коротких дистанциях. 
 

«Дритто скуалембратто» — косой удар в правую ключицу, и, продолжая атаку, резкий выпад дагой под мышку противнику. Самый сложный вариант: длинный клинок мешает короткому, и дага, подражая ловкому слуге-пройдохе, должна быть ниже господина, пропуская его вперёд на треть движения.Генри Лайон Олди, Песни Петера Сьлядека

## Разновидности даг

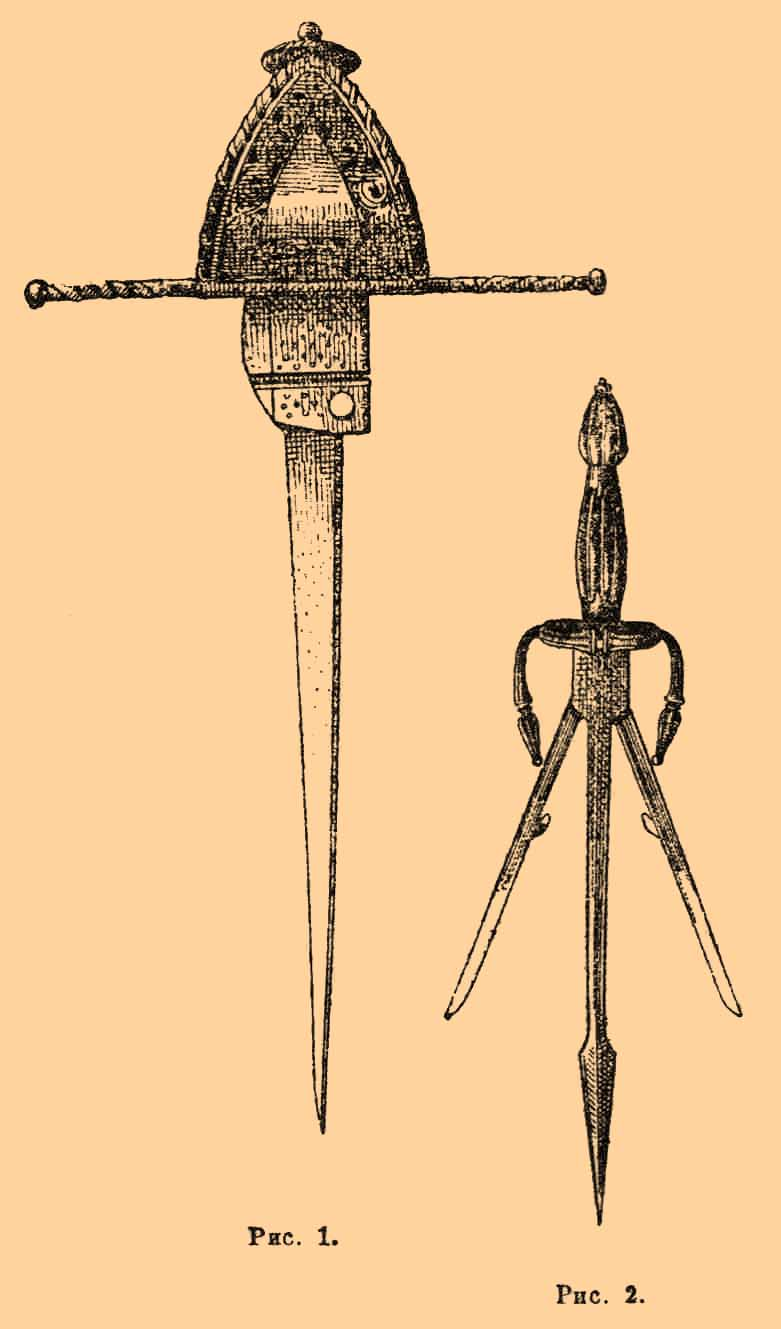
Изображение испанской (рис.1) и немецкой (рис. 2) даг из энциклопедического словаря Брокгауза и Ефрона (1890—1907)

### Испанская дага
Для защиты руки испанская дага имеет широкую пластину в виде изогнутого треугольника, сужающуюся к навершию рукояти (исп. en berceau), зачастую украшенную чеканкой. Для отражения ударов служат длинные прямые дужки гарды. Клинок плоский, прямой, однолезвийный, с широким основанием (исп. ricasso).

### Немецкая дага
Немецкая дага имеет ловушку для вражеского клинка в виде двух расходящихся в стороны соединенных шарнирно с основным клинком захватов, которые откидываются пружинами в боевое положение. Освобождались захваты кнопкой в рукояти.  При попадании шпаги противника в полученный таким образом трезубец она удерживалась на время контратаки другой рукой, а клинок невысокого качества мог даже переломиться.

### Швейцарская дага
Швейцарская дага обычно носилась в одних ножнах вместе с двумя или тремя ножами.

### Японская дага
Окинавская дага (сай) имеет узкий круглый или многогранный клинок. Гарда представляет собой узкие дужки, направленные вперед по направлению клинка.
В отличие от даги европейской не являлась дополнением к фехтовальному оружию. Сай вообще не являлись самурайским оружием — это был сельскохозяйственный инструмент. Более того, оружие было практически не известно в Японии, а было широко распространено в вассальном Японии королевстве Рюкю.
Также изогнутые края сай, в свою очередь, будучи заточены, образовывали дополнительные клинки, чего у гард европейских даг не наблюдалось.
Настоящей же японской дагой является дзюттэ, похожее на сай, но имеющее только одну дужку и мощный толстый гранённый клинок без заточки и острия, так как дзюттэ применялось как мечелом и в качестве полицейской дубинки. Так как полиция эпохи Эдо состояла из самураев, то можно сказать, что дзюттэ является хоть и очень специфическим, но всё же самурайским оружием. Будучи полицейским оружием для обезоруживания вооружённого мечом преступника и взятия его живым, в отличие от европейской даги, дзюттэ, как правило, не применялось в паре с мечом. Также существовал и заточенный вариант дзюттэ с настоящим заточенным лезвием — марохоси, по понятным причинам не являвшийся полицейским оружием.